# رف (وحدة عسكرية)

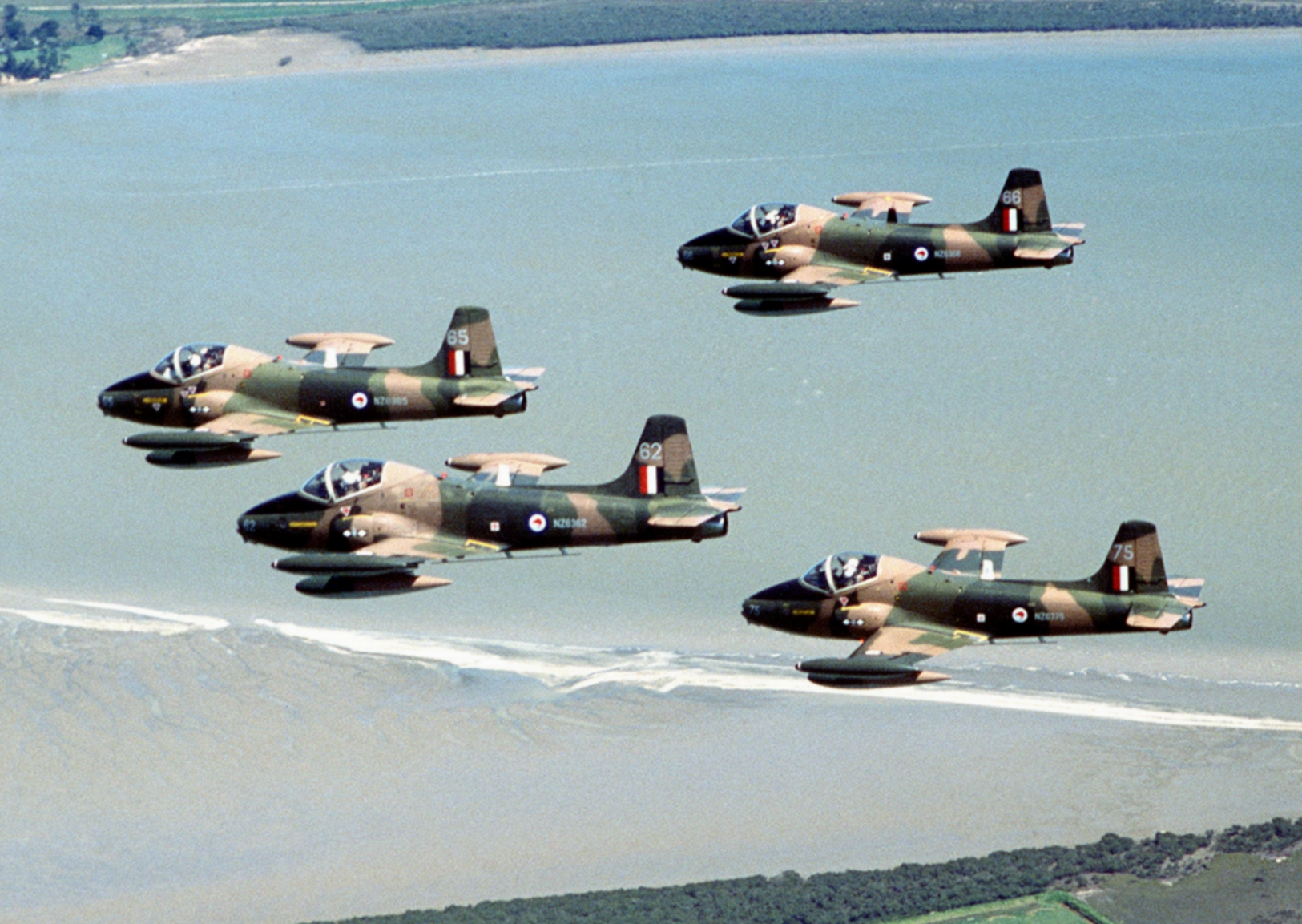
رحلة مكونة من أربعة طائرات RNZAF Strikemasters

الرف هو وحدة عسكرية في سلاح الجو أو الخدمة الجوية البحرية أو سلاح فيلق جوي. ويتكون عادة من ثلاث إلى ست طائرات، مع أطقمها وموظفيها الأرضيين؛ أو في حالة الرف البري غير الطائر، لا توجد طائرات وعدد مكافئ تقريبًا من أفراد الدعم. في معظم الاستخدامات، تشكل الرفوف المتعددة سربًا. يعد «الرف» أيضًا وحدة أساسية للصواريخ البالستية العابرة للقارات. تكافي في اللغات الأجنبية escadrille (الفرنسية)، escuadrilla (الإسبانية)، esquadrilha (البرتغالية) وSchwarm (الألمانية).

## أصله
يعود استخدام مصطلح «رف» لوصف مجموعة من الطائرات (عادةً أربع طائرات في الأيام الأولى للطيران) إلى حوالي 1912. وقد اقترح أن المصطلح صاغته اللجنة الفرعية الفنية التابعة للجنة الدفاع الإمبراطوري التي كانت تدرس الترتيبات الجوية البريطانية في نفس الوقت تقريبًا.

## استخدام الكومنولث

### رفوف الطائرات
في القوات الجوية الملكية في المملكة المتحدة والقوات الجوية الأخرى في الكومنولث، حيث انبثقت الكثير من مصطلحات القوة الجوية، كان الرف الجوي، في العقود الأولى من القوات الجوية، يقوده ملازم طيار، وهو ما يعادل رتبة نقيب في الجيوش والقوات الجوية الأخر، أو ملازم بحري. وفي الآونة الأخيرة، ومع ذلك، فقد أصبح من الشائع لرحلة أن يقوده قائد السرب — رتبة رسمية واضحة من قائد السرب — أي ما يعادل جيشا كبيرا أو في البحرية رائد.
ينقسم الرف عادة إلى قسمين، يحتوي كل منهما على طائرتين إلى ثلاث طائرات، تشترك في الطاقم الأرضي مع القسم الآخر، وعادةً ما يتم توجيهها بواسطة ملازم طيران.

## روابط خارجية
- النصب التذكاري للحرب الأسترالية: RAAF: Structure